# الحرب الباردة (1985–1991)

التحالفات الدولية عام 1980

بدأت الحرب الباردة لفترة 1985 – 1991 مع ظهور ميخائيل غورباتشوف كأمين عام للحزب الشيوعي في الاتحاد السوفييتي. كان غورباتشوف قائدًا ثوريًا لاتحاد الجمهوريات الاشتراكية السوفييتية، إذ كان أول من شجع على التحرر في المشهد السياسي (غلاسنوست؛ أي الانفتاح والشفافية) وإضافة العناصر الرأسمالية في الاقتصاد (بيريسترويكا)؛ قبل ذلك، كان الاتحاد السوفييتي يحظر بشكل صارم الإصلاح الليبرالي وأبقى على اقتصاده غير الفعال. شارك الاتحاد السوفييتي، على الرغم من مواجهة صعوبات اقتصادية هائلة، في سباق تسلح مكلف مع الولايات المتحدة تحت قيادة الرئيس رونالد ريغان. مع ذلك، بدأ اتحاد الجمهوريات الاشتراكية السوفييتية بالانهيار، إذ أظهرت الإصلاحات الليبرالية صعوبة في التعامل معها، وكانت التغييرات الرأسمالية في الاقتصاد سيئة وتسببت بمشاكل كثيرة. انتهت الحرب الباردة عندما انتهت الحرب الأخيرة للحرب السوفييتية في أفغانستان، وسقط جدار برلين في ألمانيا، واجتاحت سلسلة من الثورات معظمها سلمية دولَ الكتلة السوفييتية في أوروبا الشرقية في عام 1989.

## ذوبان الجليد في العلاقات
بعد وفاة ثلاثة من القادة السوفييتيين المسنين المتعاقبين منذ عام 1982، انتخب المكتب السياسي السوفييتي غورباتشوف أمينًا عامًا للحزب الشيوعي في مارس عام 1985، ما يمثل ظهور جيل جديد في القيادة. تحت حكم غورباتشوف، اكتسب التكنوقراطيون الشبابيون ذوو التوجه الإصلاحي القوةَ، والذين بدأوا حياتهم المهنية في ذروة فترة «إزالة أفكار ستالين» في عهد الزعيم الإصلاحي نيكيتا خروتشوف، ما ولد الدافع في توجه جديد في التحرر السياسي والاقتصادي، وتنمية العلاقات والتجارة مع الغرب.

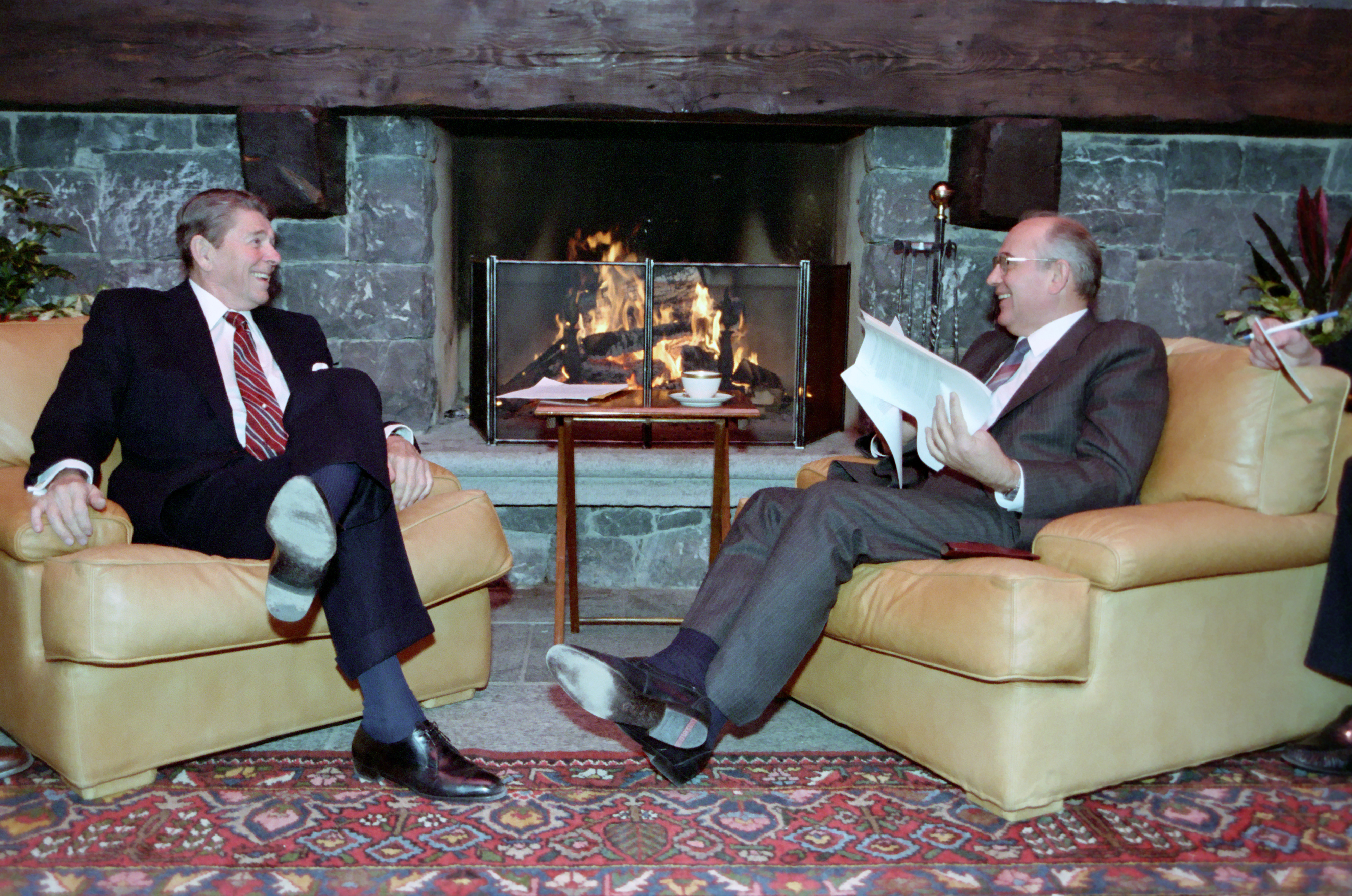
رئيس الولايات المتحدة رونالد ريغان (يسار) والسكرتير العام السوفيتي ميخائيل غورباتشوف في أول قمة لهما بجنيف عام 1985

على الجبهة الغربية، اتخذت إدارة الرئيس ريغان موقفًا متشددًا ضد الاتحاد السوفييتي. بدأت إدارة ريغان، بموجب عقيدته، بتوفير الدعم العسكري للحركات المسلحة المناهضة للشيوعية في كل من أفغانستان وأنغولا ونيكاراغوا وأماكن أخرى.
حدث تقدم كبير في 1985–1987 مع نجاح التفاوض لعقد معاهدة الصواريخ النووية متوسطة المدى. قضت معاهدة «آي إن إف» في ديمسبر 1987، التي وقّعها ريغان وغورباتشوف، على جميع الصواريخ النووية والتقليدية التي يتراوح مداها بين 500-1,000 كيلومتر (310-620 ميلًا) (قصيرة المدى) و1,000-5,500 كيلومتر (620-3,420 ميل) (متوسطة المدى) فضلًا عن منصات إطلاقها. لم تشمل المعاهدة الصواريخ التي تُطلق من البحر. بحلول مايو عام 1991، دُمّر 2,700 صاروخ بعد تحقيقات الموقع من قبل الجانبين.
أقنعت إدارة ريغان شركات النفط السعودية بزيادة إنتاجها من النفط. أدى ذلك إلى انخفاض أسعار النفط ثلاث مرات، والذي من الصادرات الرئيسية للاتحاد السوفييتي. بعد آخر بناء واسع لجيش اتحاد الجمهوريات الاشتراكية السوفييتية، أمر الرئيس ريغان بتكثيف دفاعي هائل في وقت السلم للقوات المسلحة الأمريكية؛ لم يستجب السوفييت لهذا عن طريق بناء قواتهم العسكرية لأن النفقات العسكرية، بالإضافةً إلى الزراعة الجماعية في البلاد، وعدم كفاءة التصنيع المخطط، سوف تسبب عبئا ثقيلًا على الاقتصاد السوفييتي. كان الاقتصاد راكدًا وفي حالة سيئة بالفعل قبل ولاية ميخائيل غورباتشوف الذي لم يتمكن من إنعاش الاقتصاد على الرغم من المحاولات الكبيرة للإصلاح. في عام 1985، عقد ريغان وغورباتشوف أول «قمة» من القمم الأربعة في جنيف بسويسرا. بعد مناقشة السياسة والحقائق، دعى ريغان غورباتشوف للذهاب إلى منزل صغير بالقرب من الشاطئ. تحدث الزعيمان في هذا المنزل لفترة زمنية محددة، لكنهما خرجا بالأخبار القائلة إنهما خططًا لقمتين أخريين (أصبحت ثلاثة لاحقًا).
عُقدت القمة الثانية في العام التالي، في عام 1986 في 11 أكتوبر، في العاصمة الآيسلندية ريكيافيك. عُقد الاجتماع لمتابعة المناقشات حول تقليص ترسانات الصواريخ الباليستية متوسطة المدى في أوروبا. اقتربت المحادثات من تحقيق تقدم شامل في مجال الحد من الأسلحة النووية، لكنها فشلت بسبب مبادرة الدفاع الاستراتيجي التي اقترحها ريغان وإلغائه من قبل غورباتشوف. ومع ذلك، زاد التعاون بين الطرفين، وفي حال فشله، قلل غورباتشوف بعض الأسلحة الاستراتيجية من جانبه فقط.
كان لمبادرات سياسة غورباتشوف لإعادة الهيكلة (البيريسترويكا) والانفتاح (غلاسنوست) تأثيرات أساسية في جميع أنحاء العالم السوفييتي، ما أدى في النهاية إلى استحالة إعادة تأكيد السيطرة المركزية على الدول الأعضاء في حلف وارسو دون اللجوء إلى القوة العسكرية السوفييتية.

في 12 يونيو 1987، تحدى ريغان غورباتشوف حول المضي قدمًا في إصلاحاته وإرساء الديمقراطية من خلال هدم جدار برلين. في خطاب ألقاه عند بوابة براندنبورغ بجانب الجدار، قال ريغان:
«أيها الأمين العام غورباتشوف، إذا كنت تسعى للسلام، وإذا كنت تسعى إلى تحقيق الرخاء للاتحاد السوفييتي ووسط وجنوب شرق أوروبا، إذا كنت تسعى للتحرر، تعال إلى هذه البوابة؛ يا سيد غورباتشوف، افتح هذه البوابة. يا سيد غورباتشوف، اهدم هذا الجدار!»
في الوقت الذي أبقى فيه القادة الأوروبيون الشيوعيون المسنون دولهم تحت قبضة «التطبيع»، كشفت السياسات الإصلاحية لغورباتشوف في الاتحاد السوفييتي تحول الحزب الشيوعي الذي كان ثوريًا في يوم من الأيام إلى حزب على وشك الموت في قلب النظام. لمواجهة انخفاض العائدات بسبب انخفاض أسعار النفط وارتفاع النفقات المتعلقة بسباق التسلح واقتصاد السيطرة، اضطر الاتحاد السوفييتي خلال الثمانينيات إلى اقتراض مبالغ كبيرة من القطاع المصرفي الغربي. تزايد استنكار الرأي العام للحرب السوفييتية الأفغانية، وزادت الآثار الاجتماعية السياسية لكارثة تشيرنوبل في أوكرانيا من الدعم الشعبي لهذه السياسات. بحلول ربيع عام 1989، جرت في الاتحاد السوفييتي أول مناظرة في بث مباشر، وجرت أيضًا أول انتخابات متعددة المرشحين. لأول مرة في التاريخ الحديث، كانت قوة التحرر تنتشر من الغرب إلى الشرق.

## انتشار الثورة في أوروبا الشيوعية
اكتسبت المنظمات الشعبية، مثل حركة التضامن البولندية، قاعدة شعبية قوية بسرعة. في فبراير عام 1989، بدأت الحكومة البولندية محادثات مع المعارضة، والمعروفة باسم اتفاقية المائدة المستديرة البولندية، والتي سمحت بإجراء انتخابات بمشاركة الأحزاب المعارضة للشيوعية في يونيو 1989. وفي عام 1989 أيضًا، بدأت الحكومة الشيوعية في المجر بالتفاوض على تنظيم انتخابات تنافسية في عام 1990. في تشيكوسلوفاكيا وألمانيا الشرقية، أدت الاحتجاجات الجماهيرية إلى هزيمة الزعماء الشيوعيين الراسخين. انهارت الأنظمة الشيوعية في بلغاريا ورومانيا، كنتيجة لثورة عنيفة في الحالة الأخيرة. تغيرت المواقف وتصاعدت الأحداث حتى اقترح وزير الخارجية الأمريكي جيمس بيكر أن الحكومة الأمريكية لن تعارض التدخل السوفييتي في رومانيا، نيابة عن المعارضة، لمنع إراقة الدماء. بلغت موجة التغيير ذروتها بسقوط جدار برلين في نوفمبر 1989 منذرًا بإعادة توحيد ألمانيا، والذي كان يرمز إلى انهيار الحكومات الشيوعية الأوروبية وأنهى رسميًا الفجوة بين جانبي الستار الحديدي الذي قسّم أوروبا لعقودٍ من الزمن.
شجع انهيار حكومات أوروبا الشرقية بموافقة غورباتشوف الضمنية، عن غير قصد، العديد من الجمهوريات السوفييتية على السعي للحصول على قدر أكبر من الاستقلال عن حكم موسكو. أدى التحريض من أجل الاستقلال في دول البلطيق إلى استقلال ليتوانيا أولًا، ثم تبعتها إستونيا ولاتفيا. قابلت الجمهوريات الأخرى سخط الجماهير بوعود أكبر باللامركزية. أدت انتخابات أكثر انفتاحًا إلى انتخاب المرشحين المعارضين لحكم الحزب الشيوعي.
في محاولة لوقف التغييرات السريعة في النظام، أطلق مجموعة من المتشددين السوفييتيين يمثلهم نائب الرئيس غينادي ياناييف انقلابًا أطاح بغورباتشوف في أغسطس 1991. حشد الرئيس الروسي بوريس يلتسين الشعبَ وكثيرًا من الجيش ضد الانقلاب، وانهارت الجهود. على الرغم من استعادة السلطة إلى غورباتشوف، فقد أُضعفت سلطة غورباتشوف بشكل لا يمكن إصلاحه. في سبتمبر، نالت دول البلطيق الاستقلال. وفي 1 ديسمبر، انسحبت أوكرانيا من الاتحاد السوفييتي. في 26 ديسمبر عام 1991، حُل الاتحاد السوفييتي رسميًا، وقُسِّم إلى خمس عشرة دولة منفصلة.